# Nuevo Progreso, Baja California
Nuevo Progreso är en ort i Mexiko.   Den ligger i kommunen Tijuana och delstaten Baja California, i den nordvästra delen av landet, 2 300 km nordväst om huvudstaden Mexico City. Nuevo Progreso ligger 174 meter över havet och antalet invånare är 821.
Terrängen runt Nuevo Progreso är huvudsakligen kuperad, men västerut är den platt. Nuevo Progreso ligger nere i en dal. Runt Nuevo Progreso är det tätbefolkat, med 913 invånare per kvadratkilometer. Närmaste större samhälle är Tecate, 18,5 km nordost om Nuevo Progreso. Omgivningarna runt Nuevo Progreso är i huvudsak ett öppet busklandskap.